# Avoca (Arkansas)
Avoca è una città nella contea di Benton, nello Stato americano dell'Arkansas. Nel censimento del 2010 aveva una popolazione di 488 abitanti e una densità abitativa di 103,47 abitanti per km².

## Geografia fisica
Avoca si trova alle coordinate 36°23′38″N 94°03′59″W.
Avoca ha una superficie totale di 4,72 km² dei quali 4,71 sono di terra ferma e 0,01 km² sono di acqua.